# Plastotephritis nosphidia
Plastotephritis nosphidia är en tvåvingeart som beskrevs av Ian David Whittington 2003. Plastotephritis nosphidia ingår i släktet Plastotephritis och familjen bredmunsflugor.
Artens utbredningsområde är Kamerun. Inga underarter finns listade i Catalogue of Life.